# Patio de la Hacienda de Regla
Patio de la Hacienda de Regla es una pintura de Eugenio Landesio de 1857, actualmente se encuentra en el Museo Soumaya.

## Historia
Los alrededores de la zona de la Regla era uno de los parajes mineros más importantes del siglo XIX. A mediados de ese mismo siglo, la Academia de San Carlos de las Nobles Artes hacía exposiciones de carácter internacional. En 1853 fue la cuarta. En ella se exhibieron algunos paisajes de Landensio e incluso la propia Academia compró unos. Dos años después el pintor fue contratado por la Academia para dar el taller de paisajismo en la institución. Permaneció 22 años en México y, además de formar a sus alumnos, viajó a diferentes partes del país. En la décima exposición exhibió su óleo  Patio de la Hacienda de Regla. La obra era parte del conjunto de diez paisajes que pintó para Nicanor Béistigui, acaudalado comerciante y socio de la  Compañía Real del Monte. La crítica recibió con entusiasmo las obras.

## Descripción

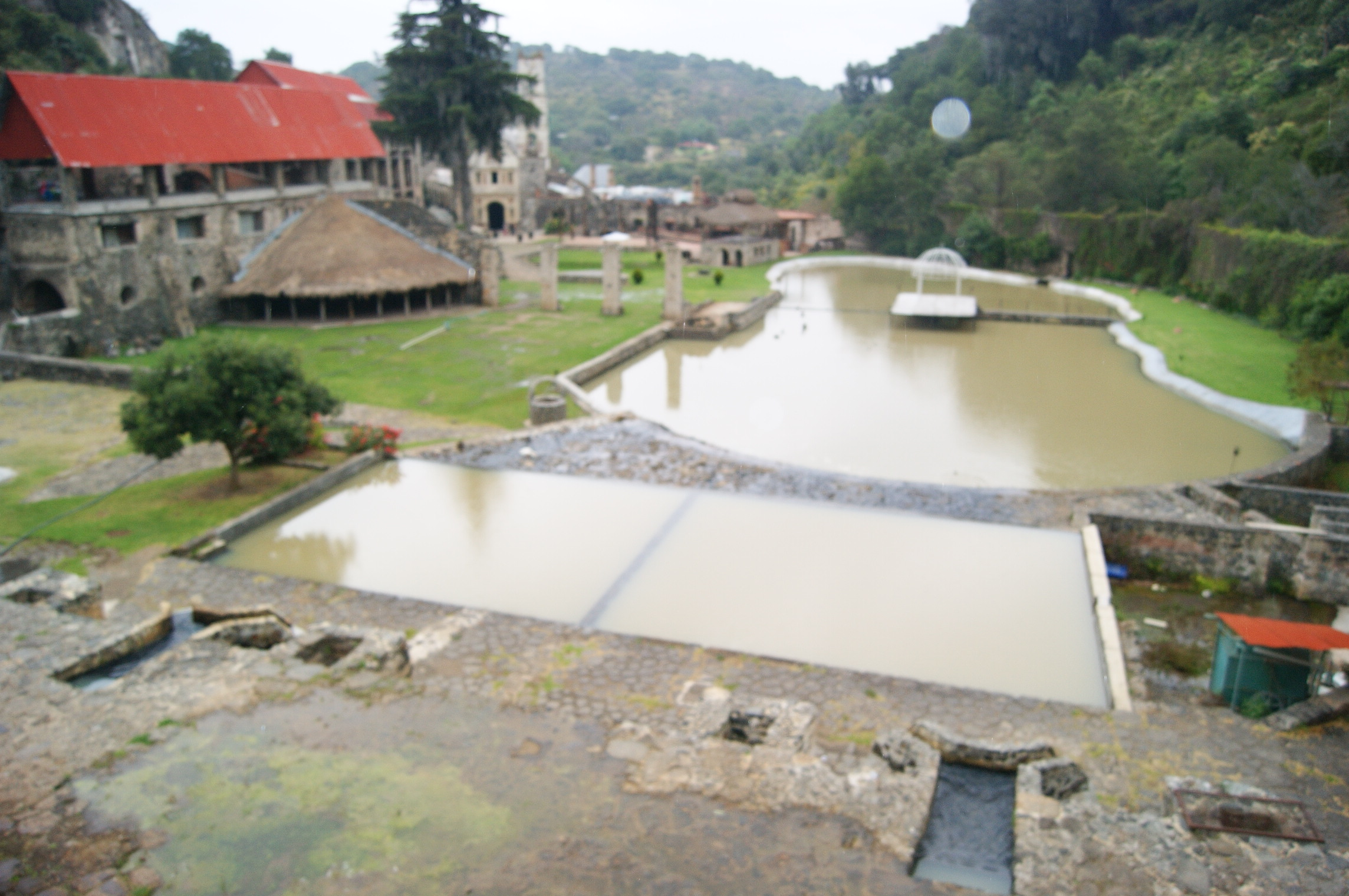
Aspecto de la Hacienda de Santa María Regla en la actualidad.

Las haciendas de Regla eran mineras. El cuadro de Landesio documenta de manera visual el beneficio de patio con el cual se separaba la plata de otros minerales con los que está en las minas. El pintor muestra el gran terreno del casco de la hacienda dividido en varios patios, uno para cada una de las etapas del proceso:
- Trituración y molienda con mazos o molinos movidos por tracción animal. El producto se tamiza para obtener la harina.
- Montones. La harina se echa a los patios circulares o rectangulares, para hacer montones y se humedecen.
- Ensalmorado. Se agrega sal común y se revuelve en los montones.
- Curtido. Cuando se necesita, se lleva a cabo la tostación de piritas de cobre y hierro, mezclándolas con sulfatos de cobre y óxidos de hierro y magistral por montón. A veces se agrega cal.
- Incorporo. Adición de azogue o mercurio.
- Repasos. Trilla con los patas de los animales a los montones extendidos en el patio formando tortas; primero sólo unas veces por día; luego, mayor número, y todo el tiempo que se considere necesario para que el azogue absorba la máxima cantidad de plata.
- Lavado. Cuando se considere que la masa está ya en sazón, se echa en tina con agua, donde es agitada; separándose la pella o amalgama de plata, de los Iodos finos o lamas y arenosos o relaves o jales o argentíferos.
- Separación de la pella. Se exprime la masa y con ella se confeccionan las piñas, que son sometidas al desazogado.
- Desazogado. Separación de la plata (a veces junto con pequeñas cantidades de oro) del azogue, por destilación en vasijas corrientes en la época.
- Fundición y apartado. El metal, ya separado se somete a fundición para obtener barras; y se separan o apartan el oro en las casas de Apartado.

## Estilo
Landesio equilibra los contrastes entre los colores ocres de la tierra y los cerros con el azul del cielo y de los reflejos del agua en el suelo. En lo que respecta a la composición del cuadro, destaca el uso de las líneas que conforman las divisiones del patio que demarcan el punto de fuga al mismo que tiempo que las secciones van disminuyendo para dar una sensación de profundidad.